# علي الخضير
علي بن خضير الخضير هو شيخٌ وإمامٌ وخطيبٌ في مسجد الدغيمش في بريدة.

## نسبه
هو علي بن خضير بن فهد الخضير ولد عام 1374 هـ في الرياض، تخرّج من كلية أصول الدين بجامعة الإمام بالقصيم عام 1403 هجرية الموافق 1983 م.

## حياته العملية
- عُيِّن بعد تخرجه كاتب عدل في محكمة مكة المكرمة ما بين عام (1406- 1408) هجرية، ثم رُشِّح للقضاء في مكة المكرمة ولكنه رفض ذلك، وعند إصرار وزارة العدل طلب نقل خدماته إلى وزارة المعارف آنذاك ليعمل مدرسا في التعليم.
- إمام وخطيب مسجد الدغيشم بالصفراء ببريدة.
- أنشأ جمعية لتحفيظ القرآن الكريم.
- له حلقات ودروس علمية يقوم بتدريسها في التوحيد والعقيدة والفقه.
- رافق كثيرا من حملات الحج مرشدا ومفتيا دينيا بتكليف من بعض المشائخ بالقصيم لإلقاء بعض المحاضرات، والدروس، وحلقات الذكر بين الحجاج والمعتمرين، وشرح الشروط والواجبات والأركان ومبطلات الحج.
- أجيز له الإفتاء والرد على الاستفسارات الدينية والإجابة على الأسئلة الفقهية والعلمية من قبل الشيخ الوالد العلامة الإمام عبد العزيز ابن باز، فكان مصدرا موثوقا للعقيدة وموضحا للسنة والشريعة والدين الإسلامي.

## مشايخه وطلبه للعلم
بدأ طلبه للعلم في شبابه منذ أن كان في مرحلة الدراسة الثانوية وأول بدايته كانت في دراسة القرآن تلاوة وتجويدا على يد الشيخ عبد الرؤوف الحناوي
ومن أوائل من طلب عليهم العلم أيضا قبل دخوله للكلية الراحلين الشيخ علي بن عبد الله الجردان، والشيخ القاضي محمد بن مهيزع (وكان من كبار القضاة وقت الشيخ محمد بن إبراهيم) ،
وممن تتلمذ على أيديهم أيضا غير ما سبق من العلماء
- سماحة الوالد العلامة الشيخ حمود بن عقلاء الشعيبي رحمه وأسكنه فسيح جناته، وجزاه الله خيرا عن الإسلام والمسلمين، درس عليه في التوحيد والعقيدة وغيرها من الفنون الأخرى ولا يزال إلى رحل العلامة الشعيبي، وقد قام الشيخ العلامة حمود بن عقلا الشعيبي بكتابة مقدمات لكتبه الثلاثة وهي : كتاب الجمع والتجريد في شرح كتاب التوحيد، وكتاب الحقائق في التوحيد، وكتاب التوضيح والتتمات على كشف الشبهات.
- الشيخ محمد بن صالح المنصور وأسكنه فسيح جناته درس عليه أربع سنوات من عام 1409 هـ إلى أوائل عام 1413 هـ في التوحيد والفقه والفرائض والحديث والنحو،
- الشيخ محمد بن صالح العثيمين وأسكنه فسيح جناته، درس عليه أربع سنوات من عام 1400 هـ إلى عام 1403 هـ في الفقه،
- الشيخ (عبد الله بن محمد بن عبد الله آل حسين) وفقه الله وحفظه ورعاه، درس عليه في الفقه،
- الشيخ الزاهد محمد بن سليمان العليط، قرأ عليه في كتب الزهد (كتاب الزهد لوكيع، والورع لأحمد بن حنبل)،
- كما أنه أثناء دراسته في الكلية درس على مجموعة من العلماء الأجلّاء،

## دروسه العلمية
وله حلقات ودروس علمية يقوم بتدريسها في التوحيد والعقيدة والفقه، وكانت أول دروسه العلمية في المساجد عام 1405 هـ في الفقه ومصطلح الحديث وكان عدد الطلاب لا يتجاوز الخمسة، ومنها استمر في التدريس والتعليم إلى وقتنا الحاضر، ودروسه العلمية يومية وغالبا ما تكون بعد صلاة الفجر، وبعد صلاة العشاء وتتلمذ على يديه العديد من طلبة العلم في الداخل والخارج تخرج منهم قضاة ودكاترة ومدرسون ودعاة وطلبة علم.

## مؤلفاته وكتبه
أغلب مؤلفاته مذكرات متداولة بين طلابه وغيرهم في التوحيد والفقه، ومن كتبه المطبوعة، كتاب الحقائق في التوحيد، وكتاب الجمع والتجريد في شرح كتاب التوحيد للشيخ العلامة الإمام محمد بن عبد الوهاب وقد كتبت مقدمة هذا الكتاب من قبل الشيخ العلامة حمود بن عقلا الشعيبي، وكتاب التوضيح والتتمات على كشف الشبهات، وكتاب المحكي فيه الإجماع من الأحكام الفقهية، * المعتصر شرح كتاب التوحيد
- الإجازة في شرح الأصول الثلاثة
- الوسيط في شرح أول رسالة في مجـموعة التوحيد
- الزناد في شـرح لمعة الاعـتقاد
- كـتـاب الجمع والتجريد في شرح كتاب التوحيد
- كتاب التوضيح والتتمات على كشف الشبهات
- الرسالة المتممة في مسألة الجهل في الشرك الأكبر
- كتاب حقائق في التوحيد
- قواعد وأصول في المقلدين والجهال في الشرك الأكبر والبدع
- كتاب القواعد الأربع في التفريق بين دين المسلمين ودين العلمانيين
- كتاب الطبقات
- كتاب المسائل المرضية على العقيدة الواسطية
- كتاب رسالة في بيان حال طائفة العصرانيين
- كتاب المحكي فيه الإجماع من الاحكام الفقهية
- أصل دين الإسلام
- أصول الصحوة الجديدة
- دفاعا عن الشيخ حمود بن عقلا الشعيبي
- الرد على الإمامية المعاصرة
- كتاب اقتراح في تدريس الفقه

والشيخ له صفحة على موقع مكتبة صيد الفوائد، وله أيضا على موقع منبر التوحيد وكل مؤلفاته وشروحه الصوتية عليهما.